# Abbas Ahval
Abbas Ahval fou un militar àrab d'època preislàmica, que va comandar, juntament amb Amr al-Azrak, una algarada al Baix Eufrates que va devastar la regió durant el regnat d'Hormizd IV (589). Els invasors, segurament originaris de Qahtan, al sud-oest d'Aràbia, i de Maadd, al nord, van venir probablement des de Bahrein. L'expedició fou rebutjada amb l'ajut d'Hawda ben Ali, sobirà de Yamama, favorable als perses sassànides.